# Norah Neilson Gray

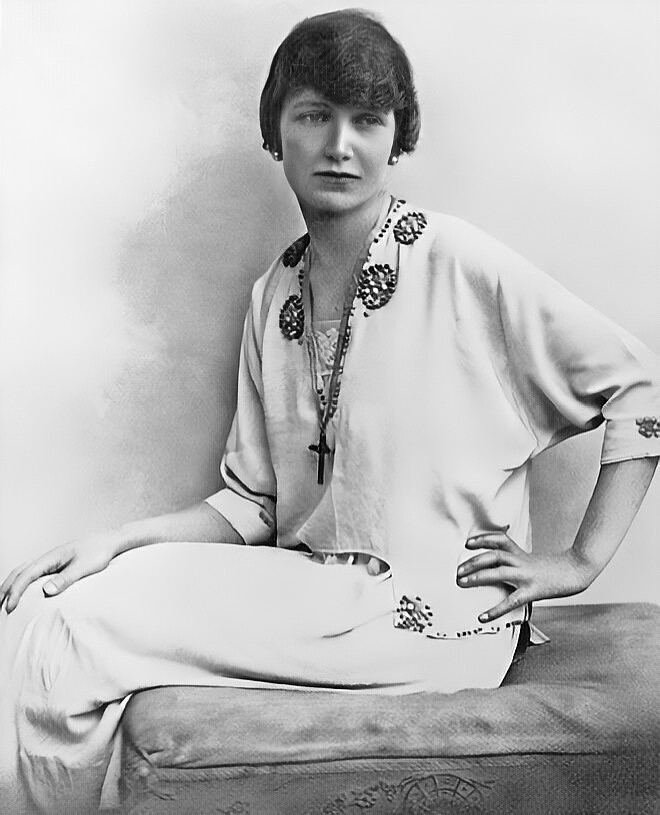
Norah Neilson Gray um 1910

Norah Neilson Gray (* 16. Juni 1882 in Helensburgh, Argyll and Bute; † 27. Mai 1931 in Glasgow) war eine bedeutende schottische Porträtmalerin und eine wichtige Vertreterin der Glasgow School. 

## Leben

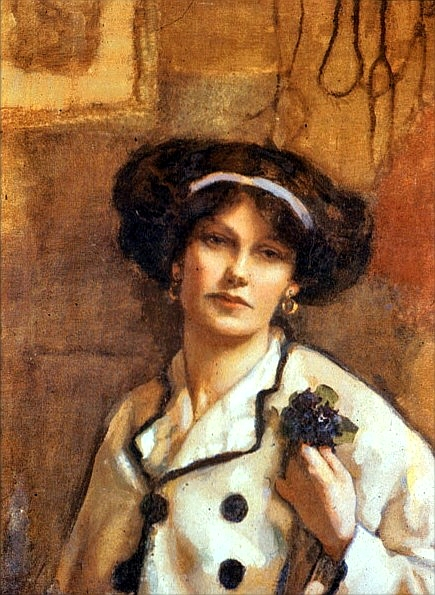
Selbstporträt 1918

Norah Neilson Gray wurde 1882 in Helensburgh als Tochter eines Schiffseigners geboren. 1901 zog sie mit ihrer Familie nach Glasgow und studierte von 1901 bis 1906 an der Glasgow School of Art. Später unterrichtete sie Malerei und Design an der St. Columba’s School in Kilmacolm, Inverclyde. 1910 richtete sie sich in Glasgow ein eigenes Atelier in der Bath Street ein. Nachdem sie einige Arbeiten bei der Royal Academy of Arts, am Royal Glasgow Institute of the Fine Arts und im Pariser Salon eingereicht und dadurch eine gewisse Bekanntheit erlangt hatte, gab sie in Glasgow ihre erste Einzelausstellung. Im Ersten Weltkrieg war sie in Frankreich als Krankenpflegerin tätig. Nach ihrer Rückkehr nach Glasgow setzte sie ihre Arbeit als Künstlerin fort und war vor allem in der Porträtmalerei tätig. 1921 wurde sie vom Royal Glasgow Institute of the Fine Arts als erste Frau in das Hanging Committee berufen, das die Bilder für die jährlichen Ausstellungen auswählt. Ende der 1920er Jahre erkrankte Norah Neilson Gray an Krebs, was sie aber nicht davon abhielt, bis zu ihrem Lebensende 1931 weiterhin zu malen und in Schottland, London und Paris regelmäßig auszustellen.

## Werk

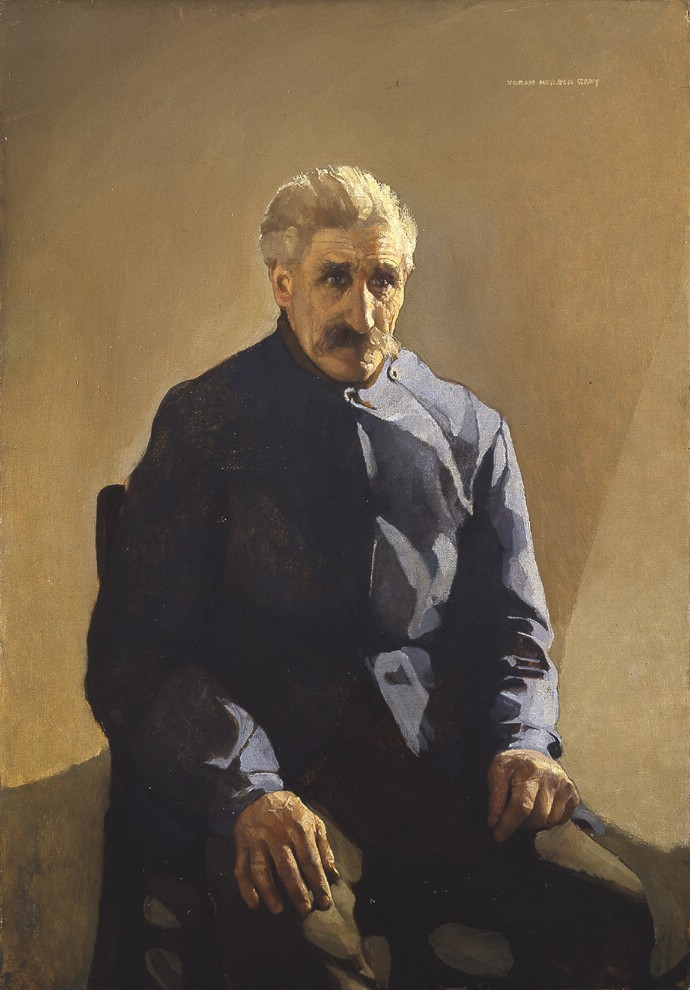
The Belgian Refugee 1915

Norah Neilson Gray galt im frühen 20. Jahrhundert als eine der führenden britischen Malerinnen und zählte zu den Glasgow Girls, einer Gruppe von jungen Künstlerinnen, darunter Frances MacDonald McNair, Margaret MacDonald Mackintosh und Bessie MacNicol, die alle die Glasgow School of Art absolviert hatten und nun die Kunstszene in Glasgow maßgeblich prägten. Gray malte wie die MacDonalds-Schwestern mit Aquarellfarbe, hatte aber vor allem durch ihre Porträtmalerei in Ölfarbe große Erfolge. Bevorzugte Motive waren zunächst junge Frauen und Kinder. Beeinflusst durch Erfahrungen im Ersten Weltkrieg wagte sie später auch realistische Darstellungen. So zeigt The Belgian Refugee von 1915 einen Mann aus Lüttich, der nach Schottland geflohen war, als Belgien zu Beginn des Kriegs von Deutschland erobert wurde. Das Gemälde gilt als eines von Grays stärksten Porträts und erhielt 1921 eine Bronzemedaille bei der Ausstellung in Paris, wo sie in Kunstkreisen hohes Ansehen genoss. Ihr früher Tod wurde als großer Verlust für die schottische Kunst angesehen, aber wie auch andere Künstlerinnen dieser Zeit war sie bereits wenige Jahrzehnte später fast vergessen.